# Galina Michailowna Schirmunskaja

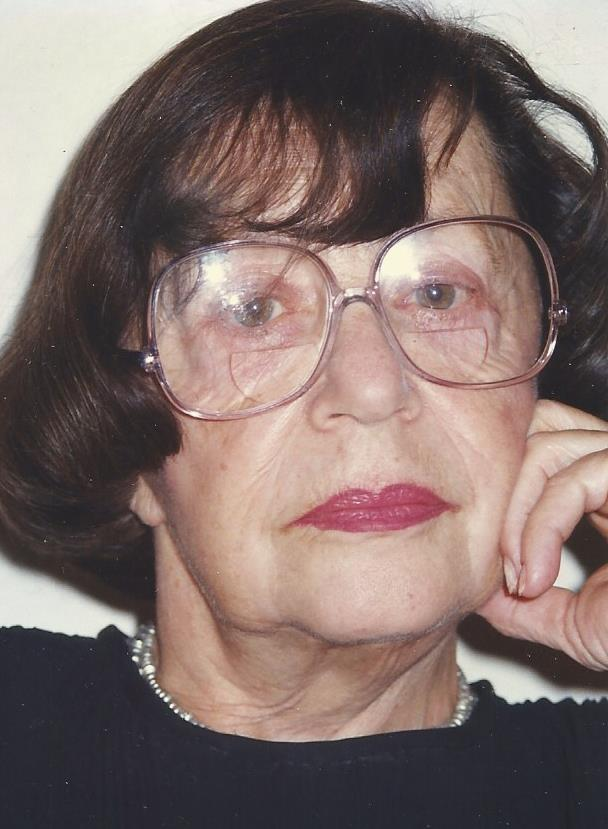
Galina Michailowna Schirmunskaja

Galina Michailowna Schirmunskaja (russisch Галина Михайловна Жирмунская; * 20. Mai 1926 in Moskau; † 12. November 2010 in Rochester (New York)) war eine sowjetische Architektin.

## Leben
Schirmunskajas Vater war der jüdische Geograph Michail Matwejewitsch Schirmunski (1896–1974), während ihre Mutter Englisch-Lehrerin war. 1944 begann Schirmunskaja das Studium am Moskauer Architektur-Institut (MArchI), das sie 1950 abschloss. Ihre Lehrer waren Michail Pawlowitsch Parusnikow, Gennadi Jakowlewitsch Mowtschan und Stepan Christoforowitsch Satunz.
Nach dem Studium arbeitete Schirmunskaja im Moskauer Mosprojekt in Wladimir Georgijewitsch Helfreichs Werkstatt. In den 1960er und 1970er Jahren war sie Chefarchitektin in Jewgeni Nikolajewitsch Stamos Werkstatt. Nach ihren Projekten wurden Wohnhochhäuser in Moskau gebaut. Die nach ihrem Projekt gebaute Höhere Schule der Gewerkschaftsbewegung fand eine hohe Anerkennung, so dass dieser Bau das Vorbild für die Komsomol-Schule und die Akademie der Volkswirtschaft in Moskau wurde. Ihr größter Erfolg war der Bau des Kinos des Hauses der Veteranen in Moskau, der die Projektierung vieler entsprechender Einrichtungen beeinflusste.
Später leitete Schirmunskaja die Projektierungsarbeit im Institut für Städtebau Giprogor (1976–1980) und im Kombinat für Monumentalkunst.
Ab 1993 lebte Schirmunskaja in den USA in Rochester (New York). Sie war verheiratet mit dem Architekten Felix Aronowitsch Nowikow.

## Ehrungen, Preise
- Staatspreis der RSFSR (1979) für die Architektur des Kinos des Hauses der Veteranen in Moskau[6]

## Werke (Auswahl)

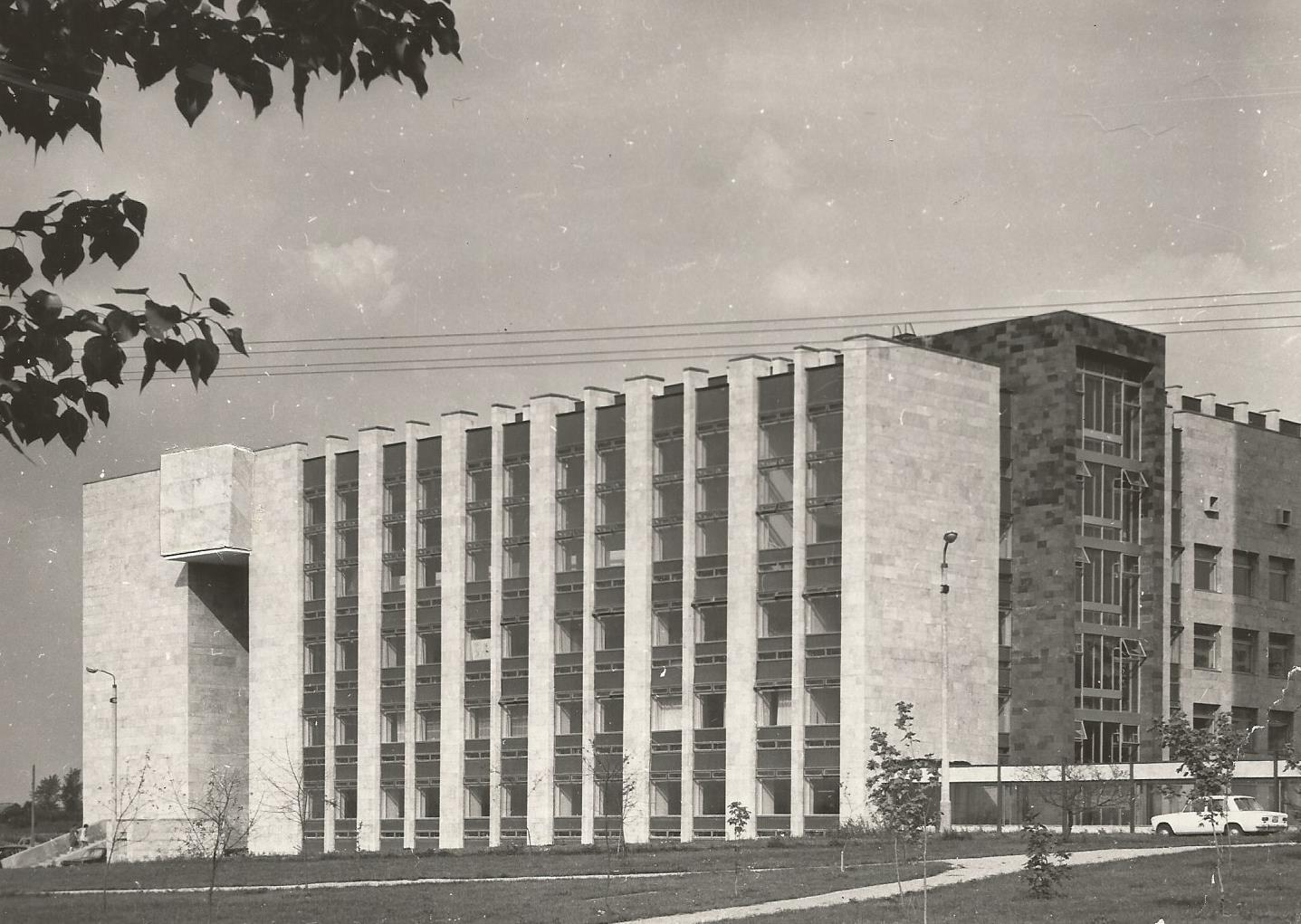
Höhere Schule der Gewerkschaftsbewegung (1965–1973)
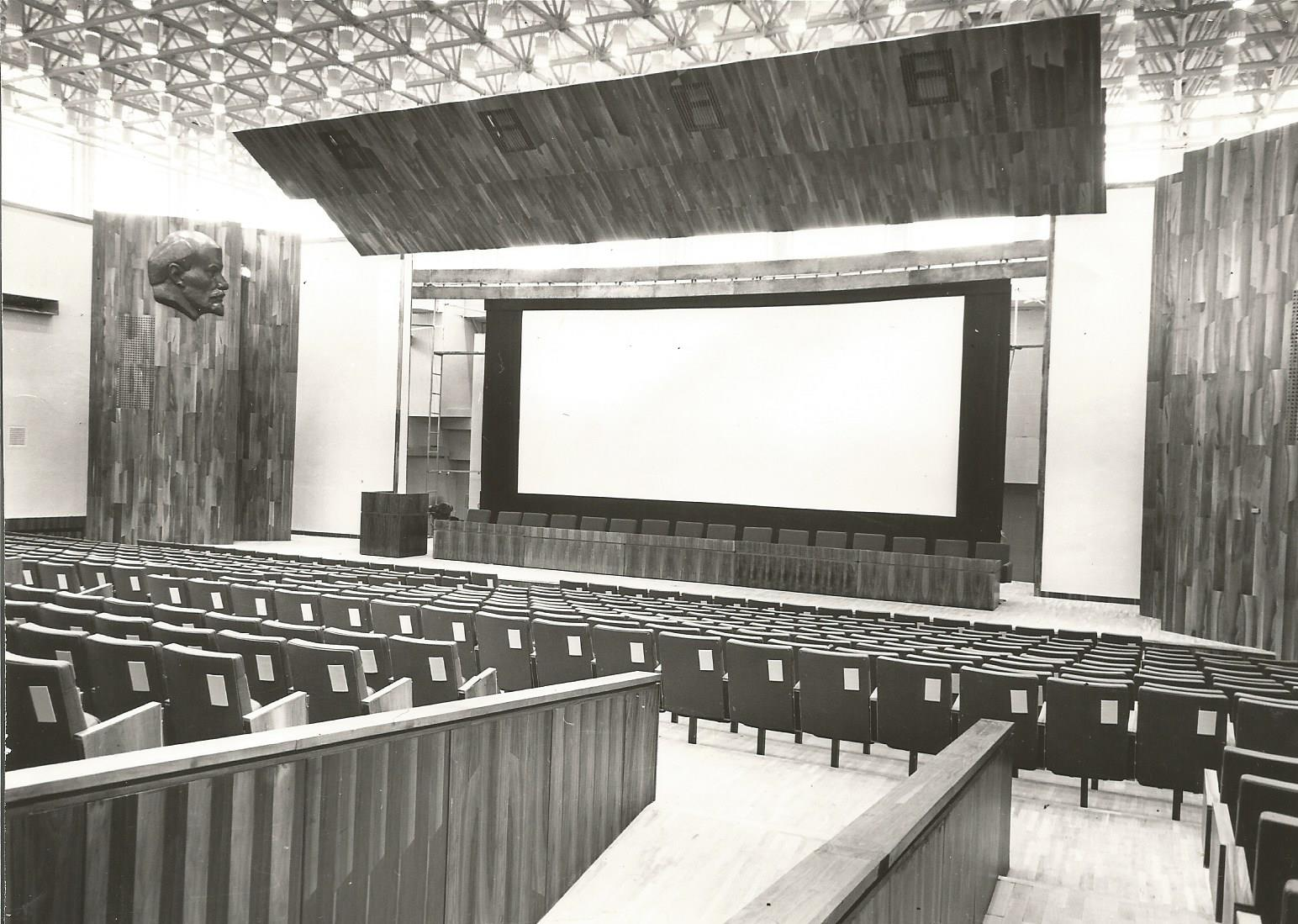
Hörsaal der Höheren Schule der Gewerkschaftsbewegung
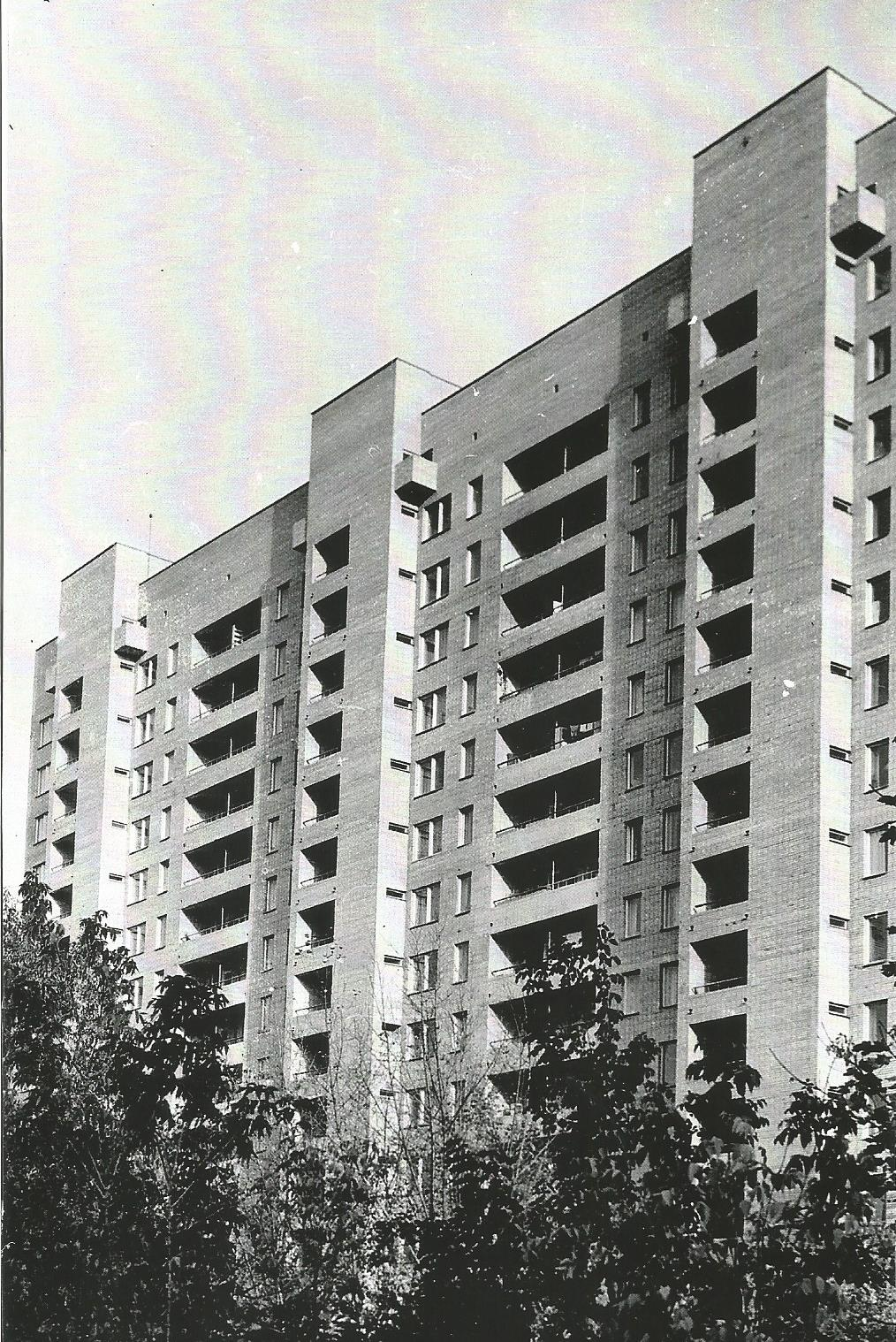
14-stöckiges Wohnhaus in Moskau (1970–1974)
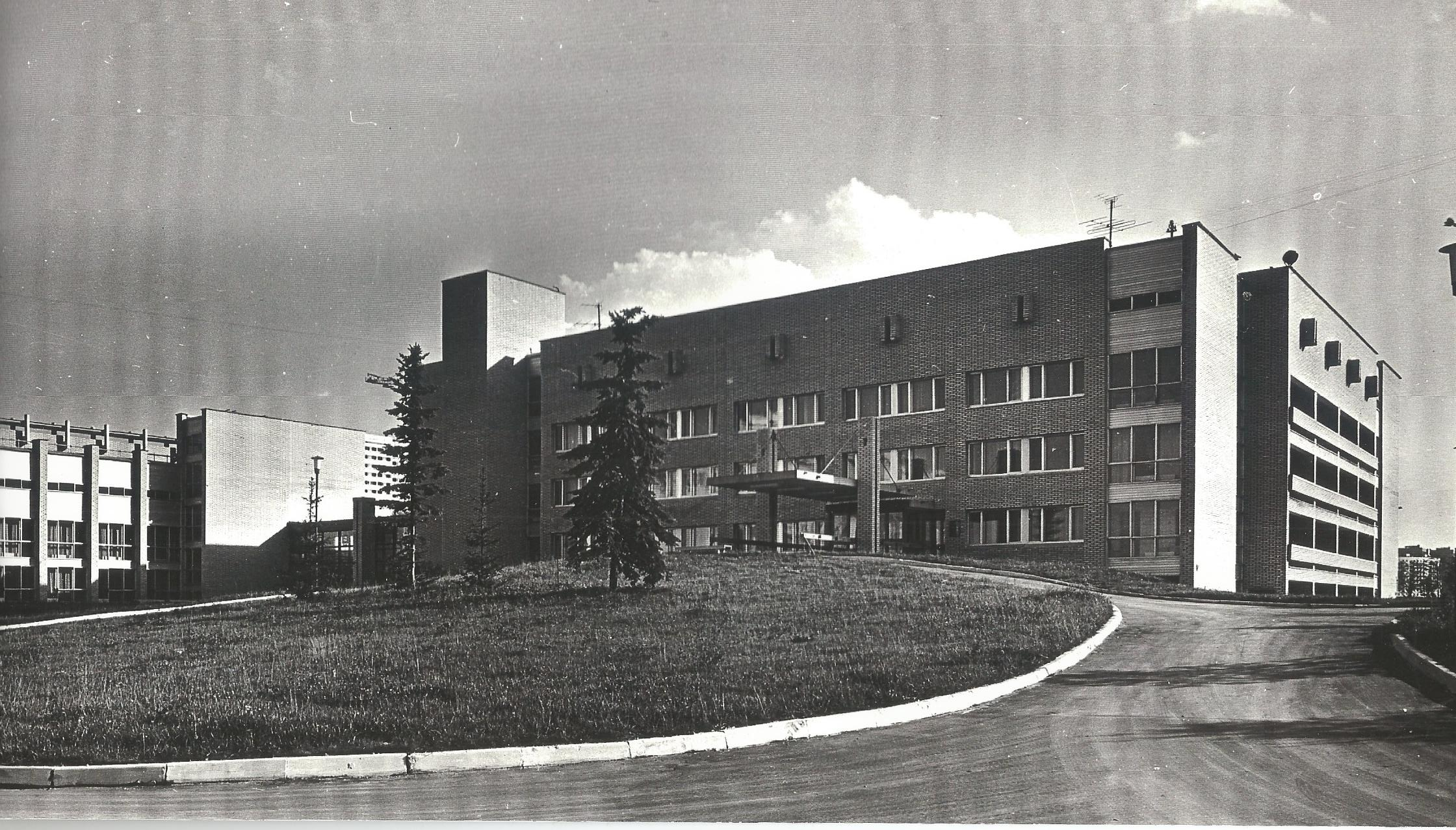
Kino des Hauses der Veteranen (1970–1977)
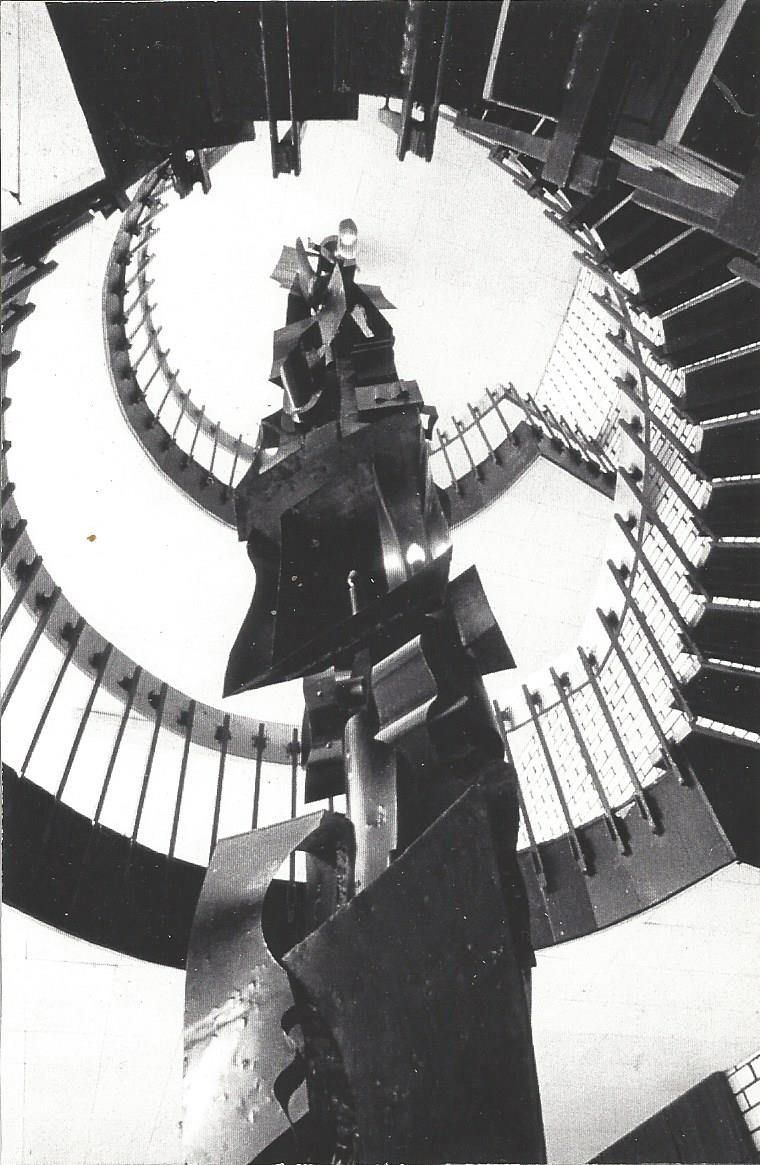
Treppe des Kinos des Hauses der Veteranen